# Para-Leichtathletik-Europameisterschaften 2003
Die 1. Para-Leichtathletik-Europameisterschaften fanden vom 15. bis 21. Juni 2003 im Sportpark Stadsbroek im Süden der niederländischen Stadt Assen statt. Sie wurden von der Stichting Euro Champ (Euro Champ Stiftung) in Assen unter der Flagge des Europäischen Paralympischen Komitees (European Paralympic Committee – EPC) organisiert und waren daher EPC Athletics European Championships tituliert.
Es wurden 46 Welt- und 29 Europarekorde aufgestellt.
Frankreich erzielte die meisten Goldmedaillen (15 Stück) und Deutschland die meisten Medaillen insgesamt (53 Stück).

## Teilnehmende Nationen
Es nahmen fast 700 Athletinnen und Athleten aus 38 Nationen teil.
| - Albanien - Aserbaidschan - Belgien - Bosnien und Herzegowina - Bulgarien - Dänemark - Deutschland - Estland - Finnland | - Frankreich - Griechenland - Großbritannien - Irland - Island - Israel - Italien - Kroatien - Lettland - Litauen | - Moldau - Niederlande - Norwegen - Österreich - Polen - Portugal - Russland - Schweden - Schweiz - Serbien und Montenegro | - Slowakei - Slowenien - Spanien - Tschechien - Türkei - Ungarn - Belarus - Ukraine - Zypern |